# Parc de Kowloon

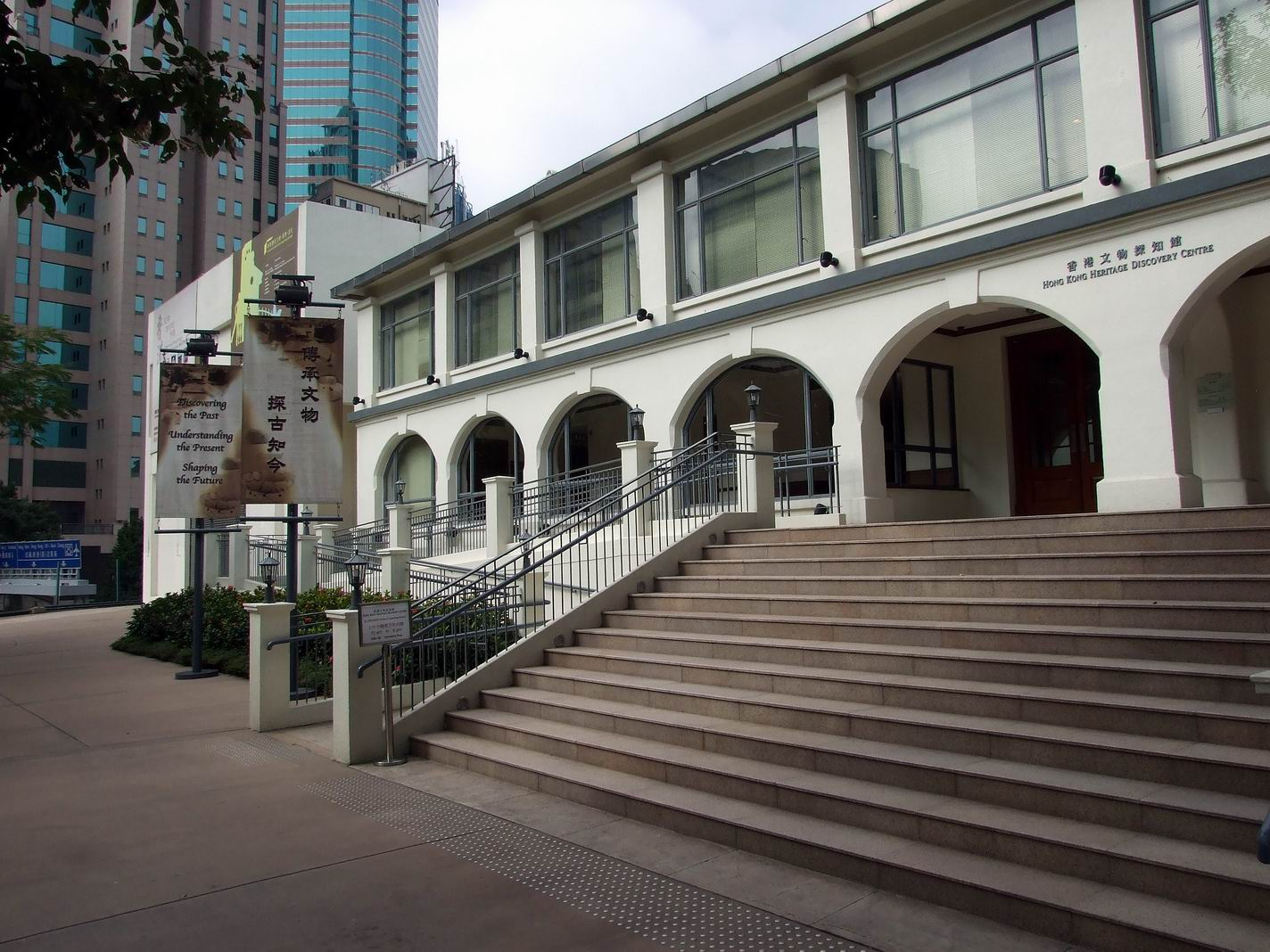
Les blocs S61 et S62 de l'ancienne caserne Whitfield sont aujourd'hui sur le site du centre de découverte du patrimoine de Hong Kong.

Le parc de Kowloon (九龍公園), aussi connu sous le nom anglais de Kowloon Park, est un parc public situé dans le quartier de Tsim Sha Tsui à Kowloon, Hong Kong. Ouvert en 1970, il couvre 13,3 ha de terrain.
Son complexe aquatique (en) est le plus fréquenté de Hong Kong, accueillant environ 2000 personnes par jour et plus d'un million par an.

## Histoire
Le parc est situé sur l'ancien site de la caserne Whitfield de l'armée britannique, l'ancienne batterie d'artillerie étant situé dans la partie nord-ouest du parc actuel.
Le Conseil urbain reconverti le site pour accueillir le parc de Kowloon en 1970. Plus de 70 bâtiments sont démolis à cet effet. Le parc est officiellement ouvert le 24 juin 1970 par le gouverneur de Hong Kong de l'époque, David Trench (en). L'ouverture est célébrée par une danse du lion ainsi que par une danse folklorique des élèves de la session PM de l'école primaire Tai Hang Tung. La musique est jouée par l'orchestre du premier bataillon des Royal Welch Fusiliers. David Trench dévoile une plaque commémorative et déclare le parc de Kowloon ouvert. La première phase comprend 18 acres sur un projet total de 26 acres. Il comprend une horloge florale ainsi qu'un jardin chinois situé dans un paysage anglais, qu'un porte-parole du gouvernement qualifie de « rappel du patrimoine culturel cosmopolite de Hong Kong ».
Cependant, une partie du site est occupée par la construction d'une ligne rapide du métro de Hong Kong, la ligne Kwun Tong (actuelle ligne Tsuen Wan) de 1975 à 1978, et cela est cité comme raison de la lenteur des progrès dans le développement des trois étapes restantes du parc à des fins récréatives,. Le conseil urbain impute également une partie de la responsabilité à la construction de Kowloon Park Drive, qui traverse un coin du parc, sur l'insistance du gouvernement.
Le gouvernement est critiqué lorsque le conseil exécutif de Hong Kong approuve en 1982 un projet de construction de locaux commerciaux donnant sur Nathan Road et qui doit creuser dans la colline du parc de Kowloon. Le début des travaux commence avec la transformation de la caserne en espace public ouvert en 1970 et déclenche une controverse. Le projet reçoit l'opposition du Conseil urbain, ainsi que de la communauté musulmane, dont la mosquée (en) est fermée pour cela. Les droits d'aménagement de la bande de 5410 mètres carrés sont vendus en février 1983 à une filiale de New World Development pour 218 millions $. Le développement commercial est appelé « Park Lane Shopper's Boulevard ». En raison du changement de niveau, les toits des magasins se retrouvent au même niveau que le sol du parc de Kowloon, et ainsi les jardins finissent par s'étendre sur les toits des bâtiments.
Une volière est ouverte en 1980. De 1987 à 1989, le parc est achevé pour un coût de 300 millions $, financé par le Jockey Club royal de Hong Kong,. Le parc est « doublé » de taille, s'étendant au nord et au sud, et le centre sportif et le complexe de piscines sont construits.

## Infrastructures

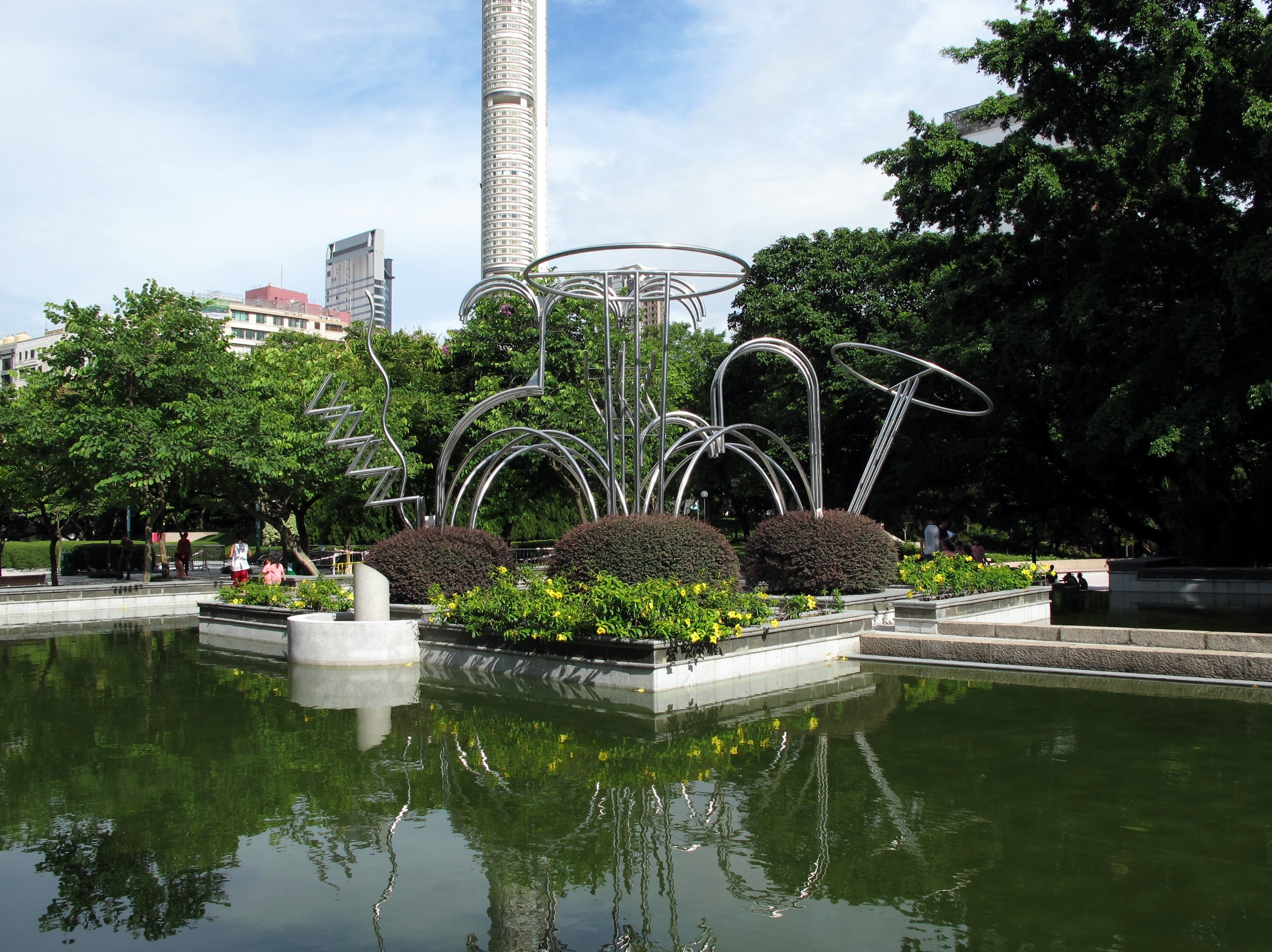
Pavillon de la piscine.

### Flore et jardins
Il y a une promenade entre les arbres située à côté de la roseraie. Il y a aussi quelques murs colonisés par les arbres près de l'étang de la volière du parc.

### Musées
Une caserne historique préservée, le bloc S58, est utilisée comme entrepôt du musée d'histoire de Hong Kong. Trois autres anciens bâtiments des casernes sont utilisées comme musées :

#### Centre de découverte du patrimoine de Hong Kong
Les blocs S61 et S62 des anciennes casernes Whitfield, construits vers 1910, sont déclarées « Bâtiments historiques de rang III ». Il s'agit d'une paire de blocs de casernes militaires coloniales identiques à deux étages. Les toits sont en pente avec des tuiles chinoises et une finition goudronnée. Ils abritent l'ancien musée d'histoire de Hong Kong de 1983 à 1998 avant l'achèvement de l'actuel musée d'histoire de Hong Kong à Chatham Road South (zh). Un bloc d'extension reliant les deux casernes historiques est construit dans les années 1980 pour offrir plus d'espace au musée. Il abrite maintenant le centre de découverte du patrimoine de Hong Kong.

#### Centre d'exposition et de ressources sur l'éducation pour la santé
Le bloc S4 est une caserne militaire coloniale de deux étages identique aux blocs S61 et S62. Il abrite maintenant le centre d'exposition et de ressources sur l'éducation pour la santé.

### Avenue des célébrités de la BD
Situé près de l'entrée Park Lane Shopper's Boulevard du parc, l'avenue des célébrités de la BD de Hong Kong (en) ouvre ses portes en 2012. Elle présente 24 statues de personnalités de la BD locale et 10 empreintes de mains en bronze d'artistes locaux le long d'un chemin de 100 mètres.

### Le lac aux oiseaux et la volière
Outre les oiseaux du lac et de la volière, environ 100 espèces d'oiseaux sauvages différentes peuvent être trouvées dans le parc. Le coin de la conservation, le jardin des couleurs, le jardin chinois, le lac aux oiseaux et le sentier de remise en forme sont des endroits idéaux pour l'observation des oiseaux sauvages.

### Installations sportives
Le parc abrite un centre sportif couvert et un grand centre aquatique.
Le complexe aquatique (en) est le plus utilisé de Hong Kong, étant fréquenté par plus de 2000 personnes par jour. Il comprend quatre piscines intérieures chauffées, dont une piscine principale olympique de 50 mètres, deux piscines d'entraînement de 25 mètres et une piscine de plongée de 20 mètres. À l'extérieur, il y a des piscines de loisirs de formes irrégulières reliées entre elles par des cascades, une pataugeoire circulaire et des zones de bronzage. Le complexe de baignade ouvre le 12 septembre 1989 et peut accueillir un maximum de 1530 personnes, et a une fréquentation annuelle de plus d'un million de visiteurs.
Étant l'une des piscines les mieux équipées de Hong Kong, c'est le seul site du côté de Kowloon adapté à l'organisation d'événements de natation majeurs ou internationaux. Des épreuves des Jeux de Hong Kong (en) y sont également organisés régulièrement.

### Autres installations
L'ancienne batterie d'artillerie des casernes Whitfield, déclarée monument historique de rang I à Hong Kong, est convertie en aire de jeux pour enfants mais est cependant toujours reconnaissable à ce qu'elle était. Les emplacements des canons ont été rénovés. Des canons navals ont été montés dans chaque emplacement après avoir été découverts sur un chantier de construction sur Chatham Road à Tsim Sha Tsui en 1980.

## Galerie

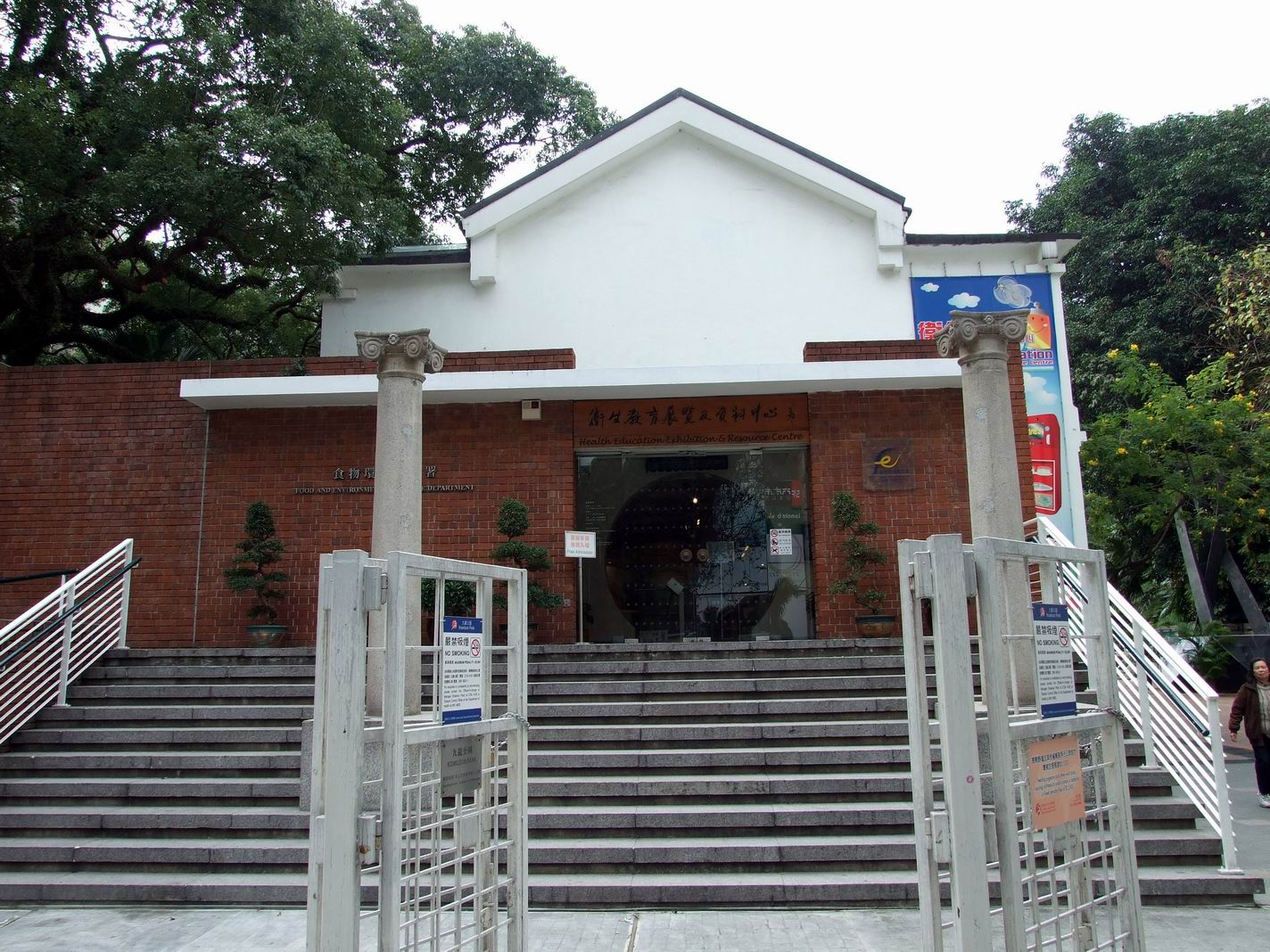
Le centre d'exposition et de ressources sur l'éducation pour la santé.
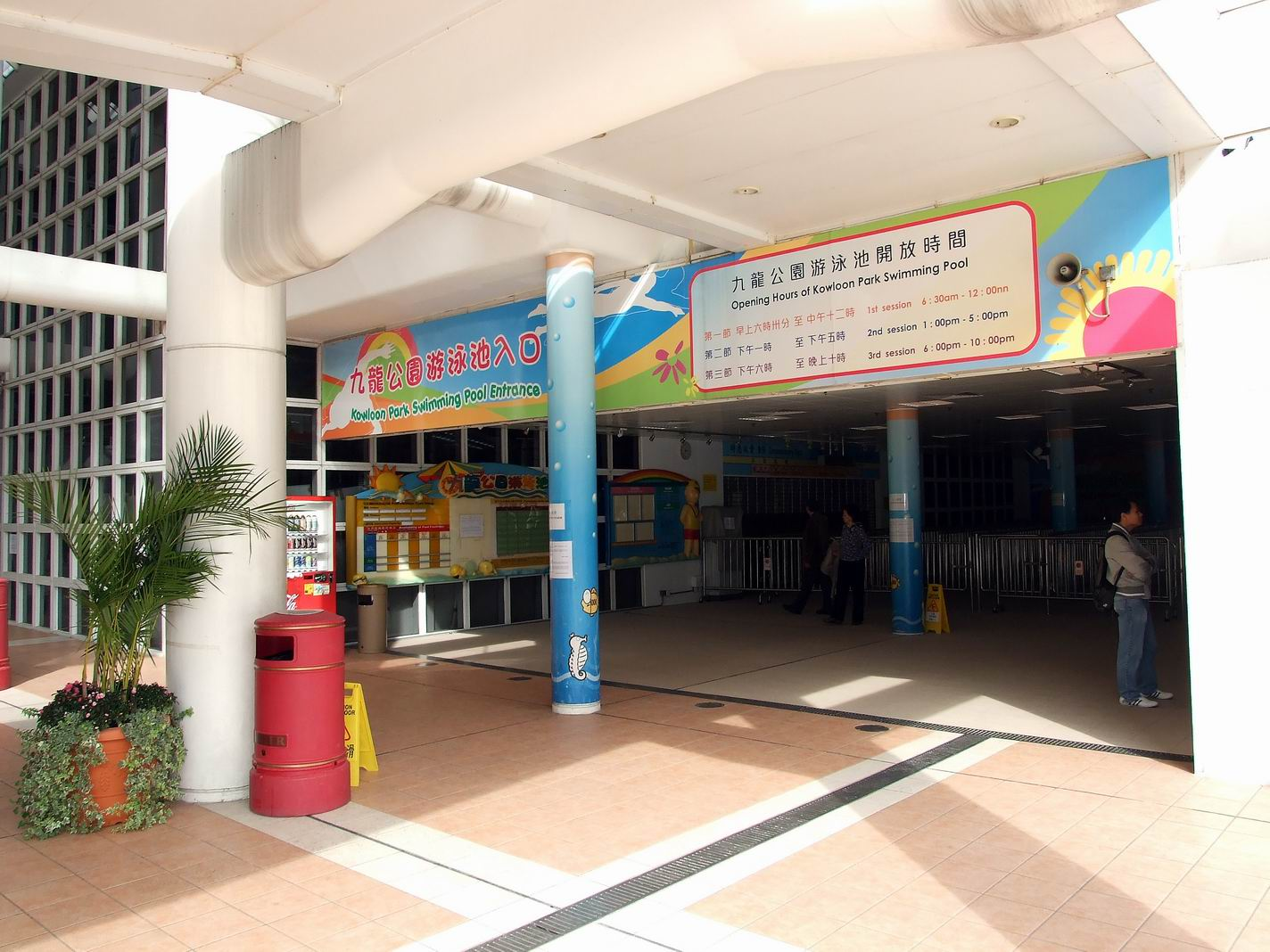
Entrée des piscines.
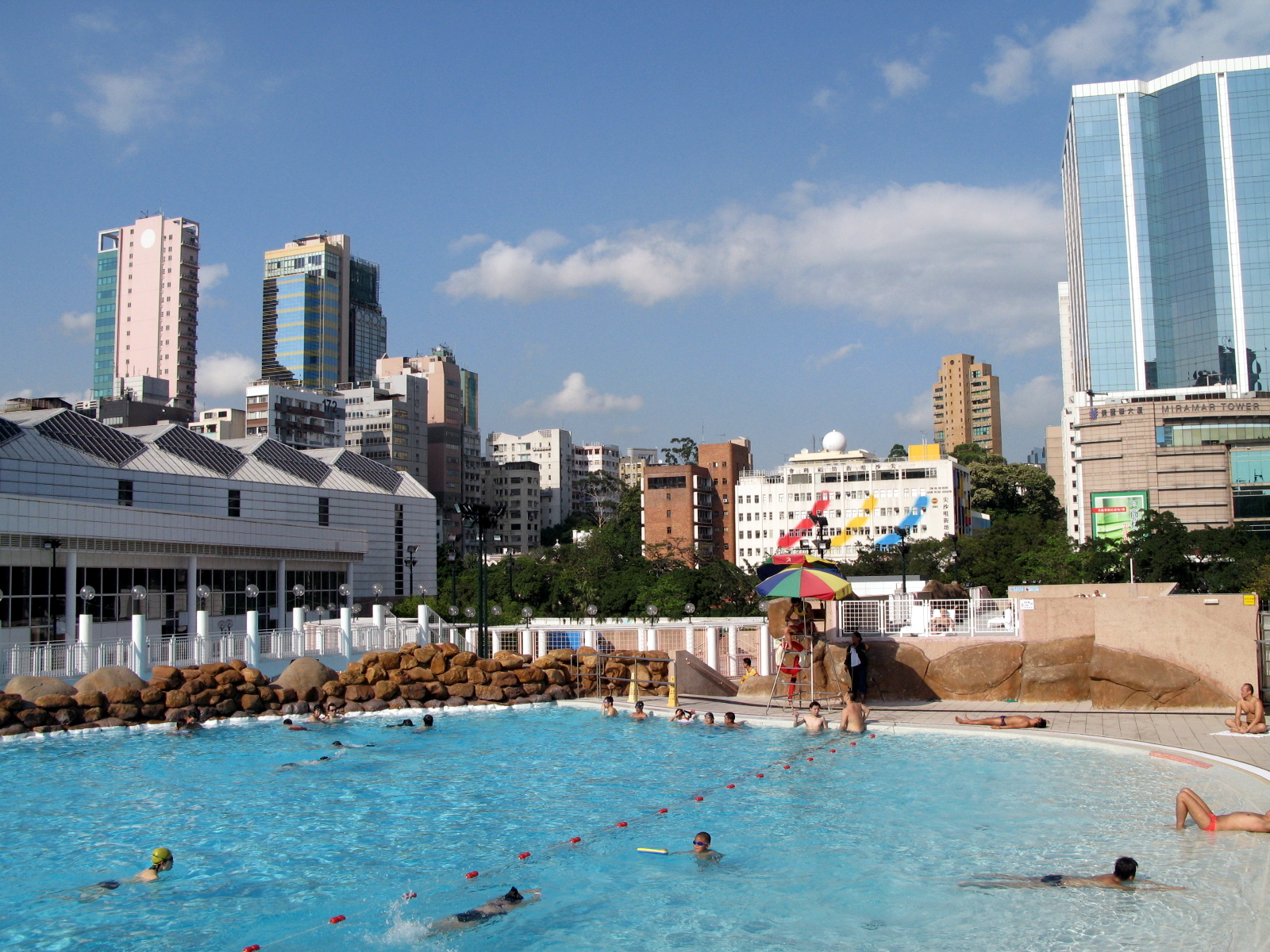
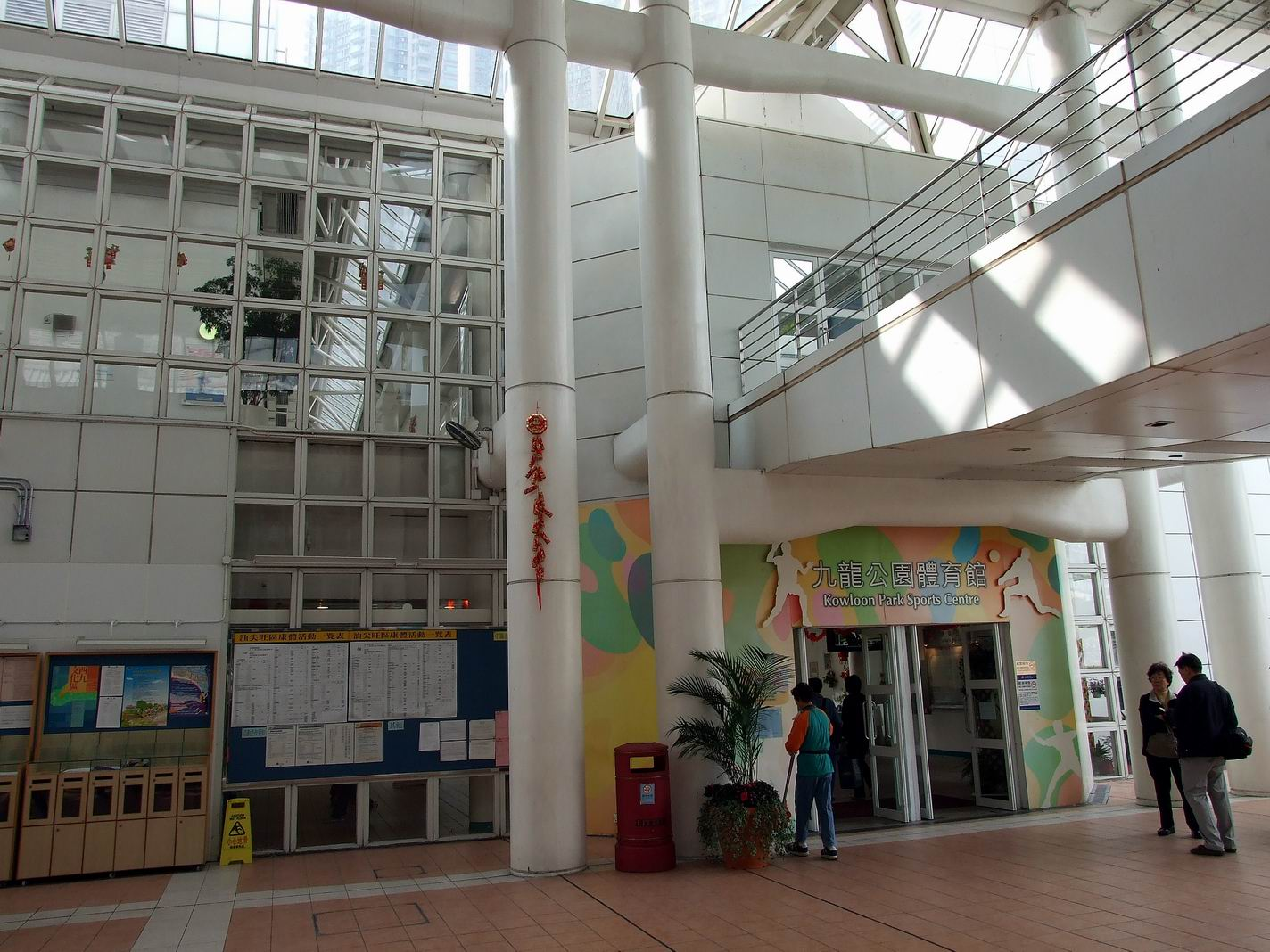
Entrée du centre sportif.
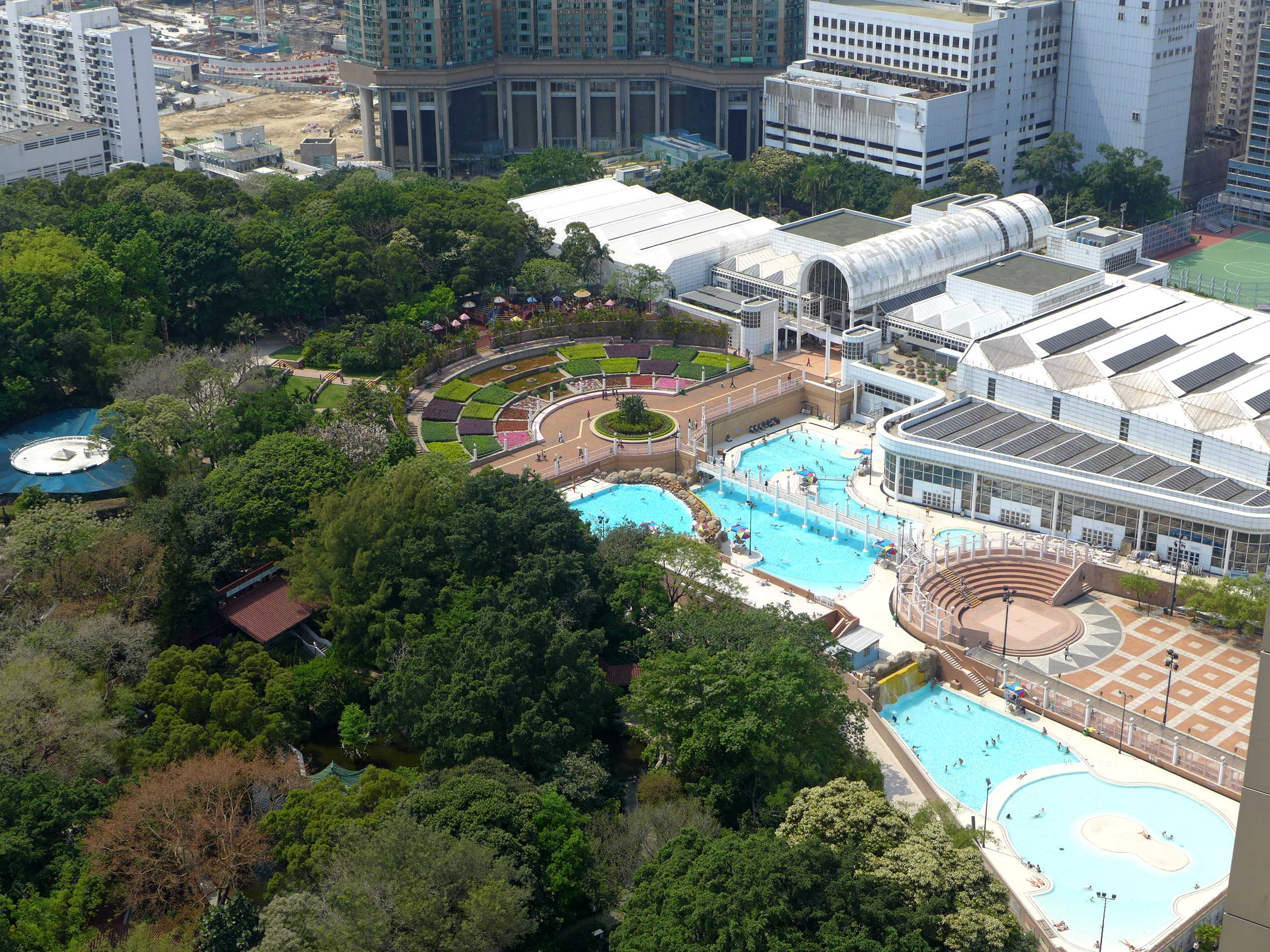
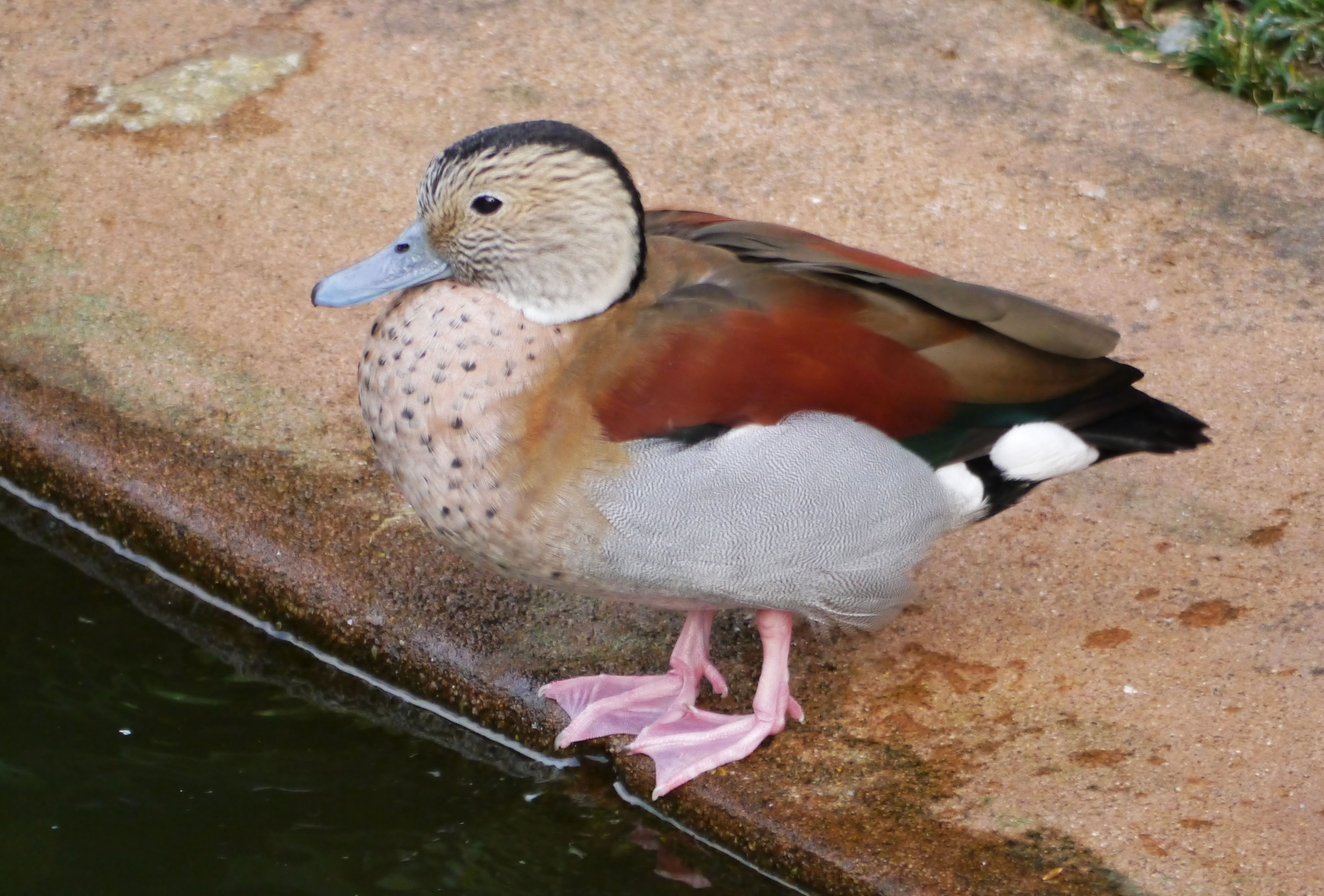
Canard à collier noir vivant dans le parc.
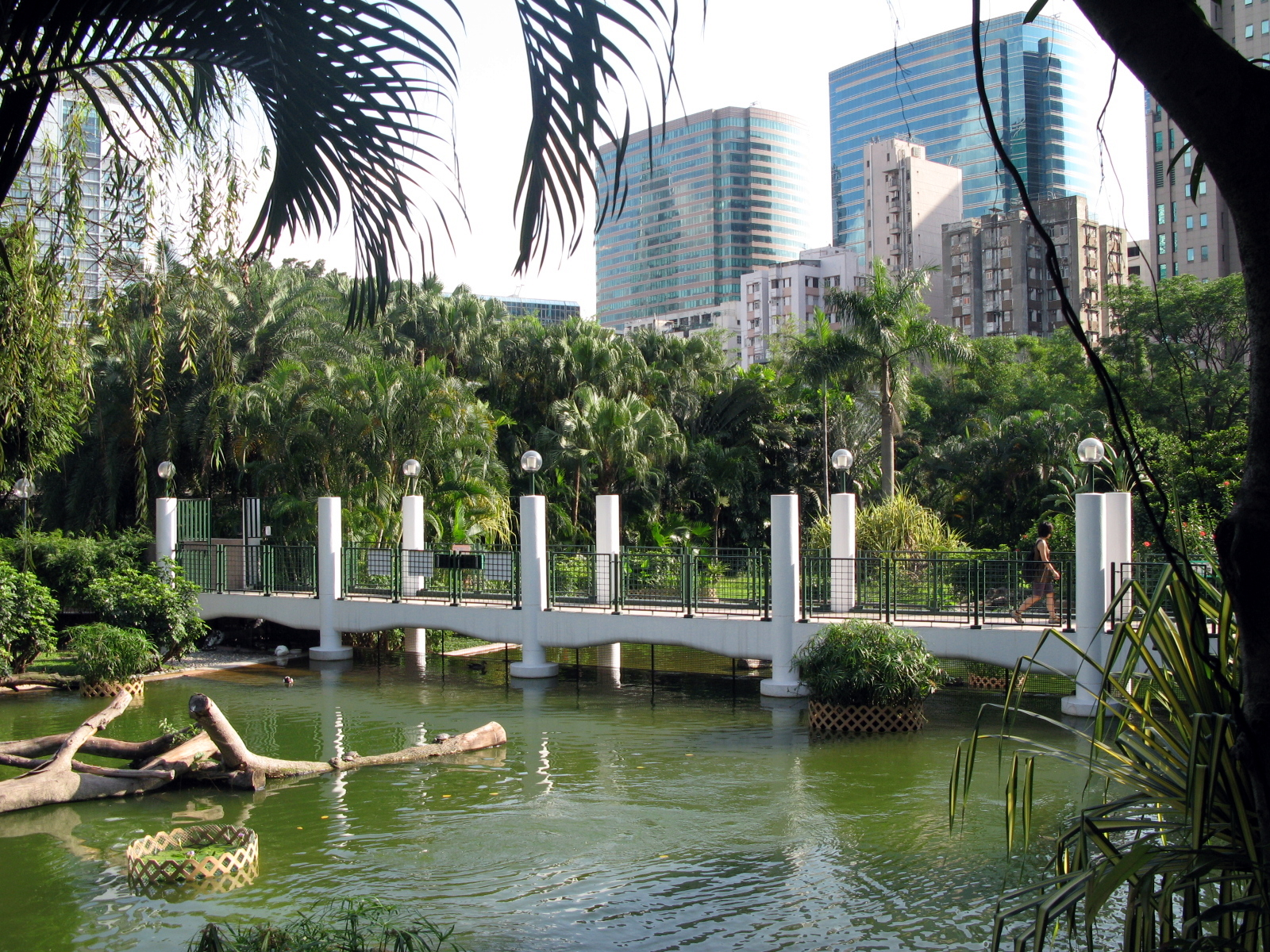
Le lac aux oiseaux.
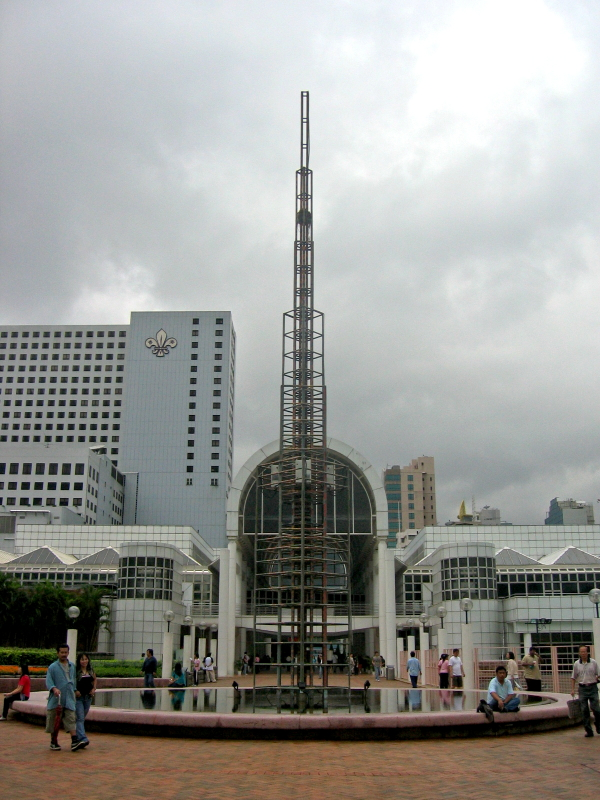
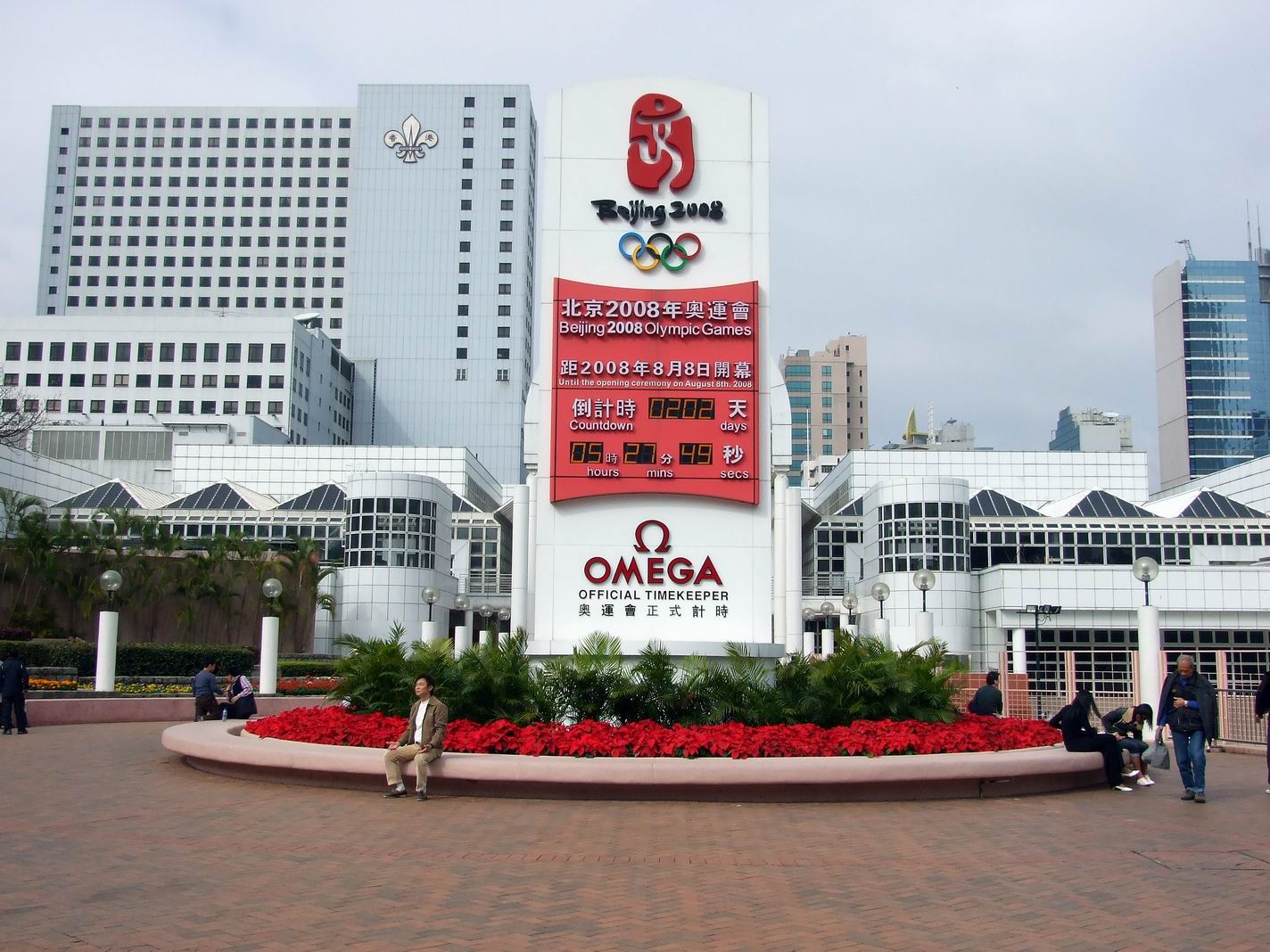
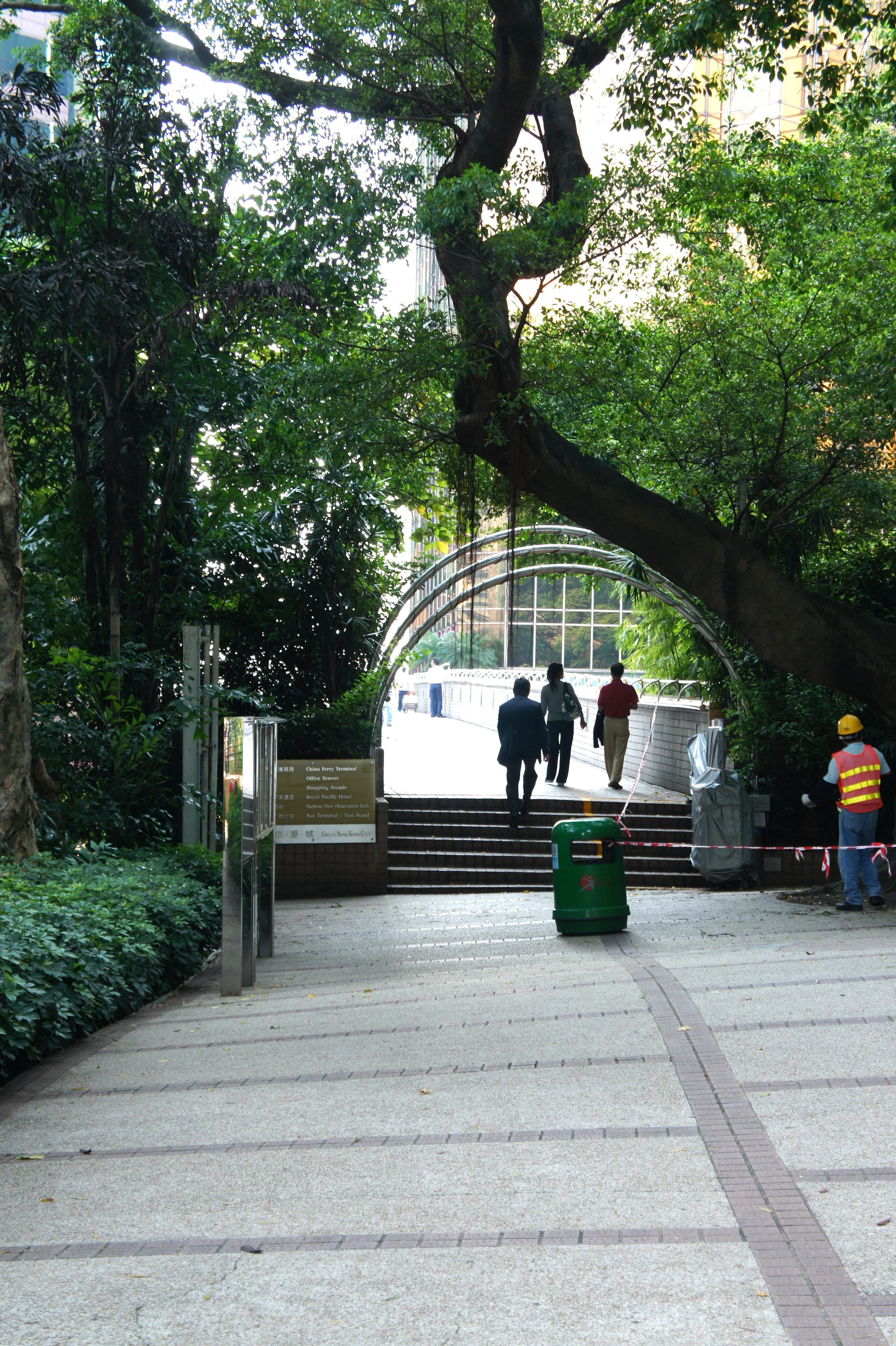
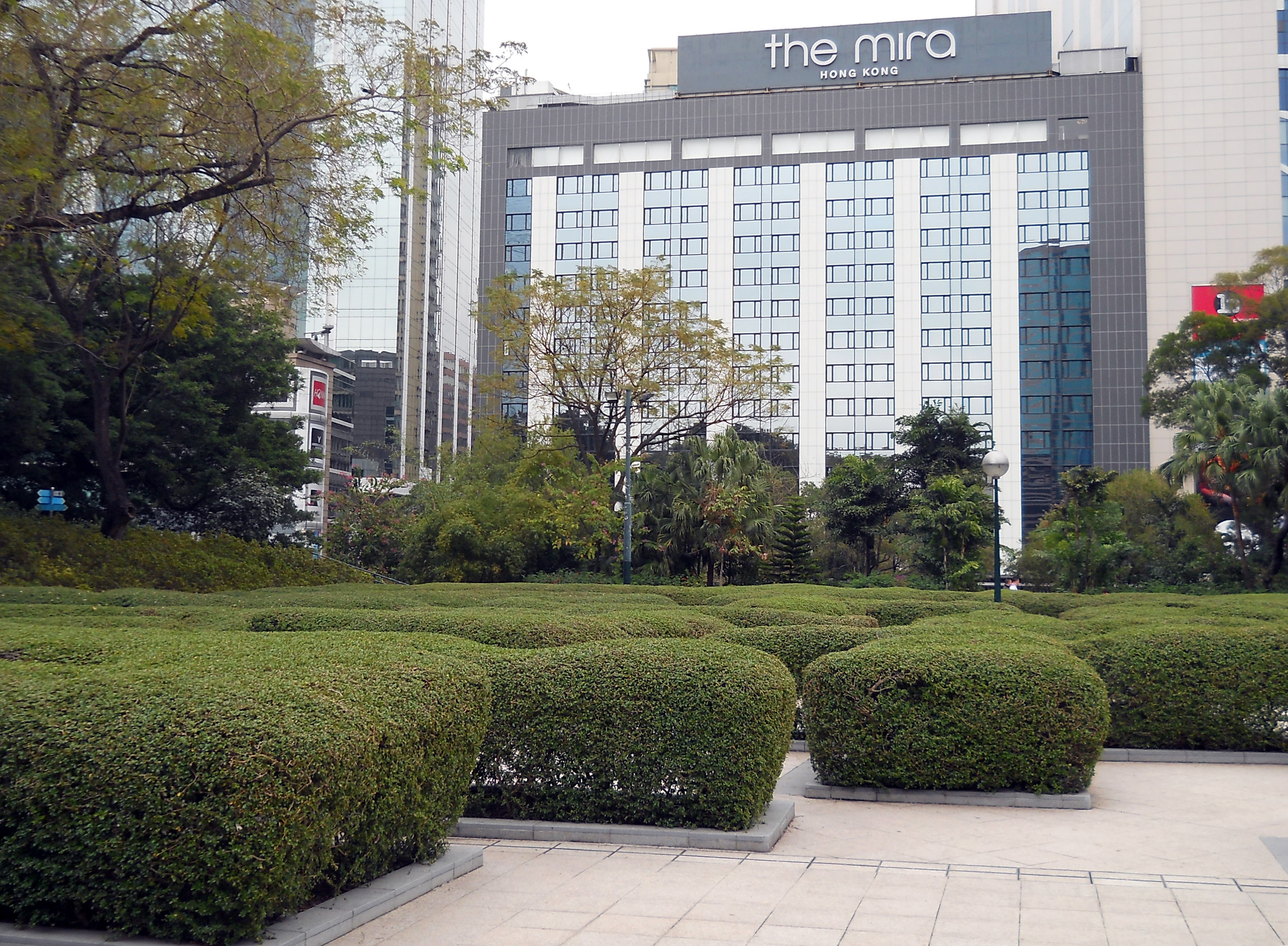
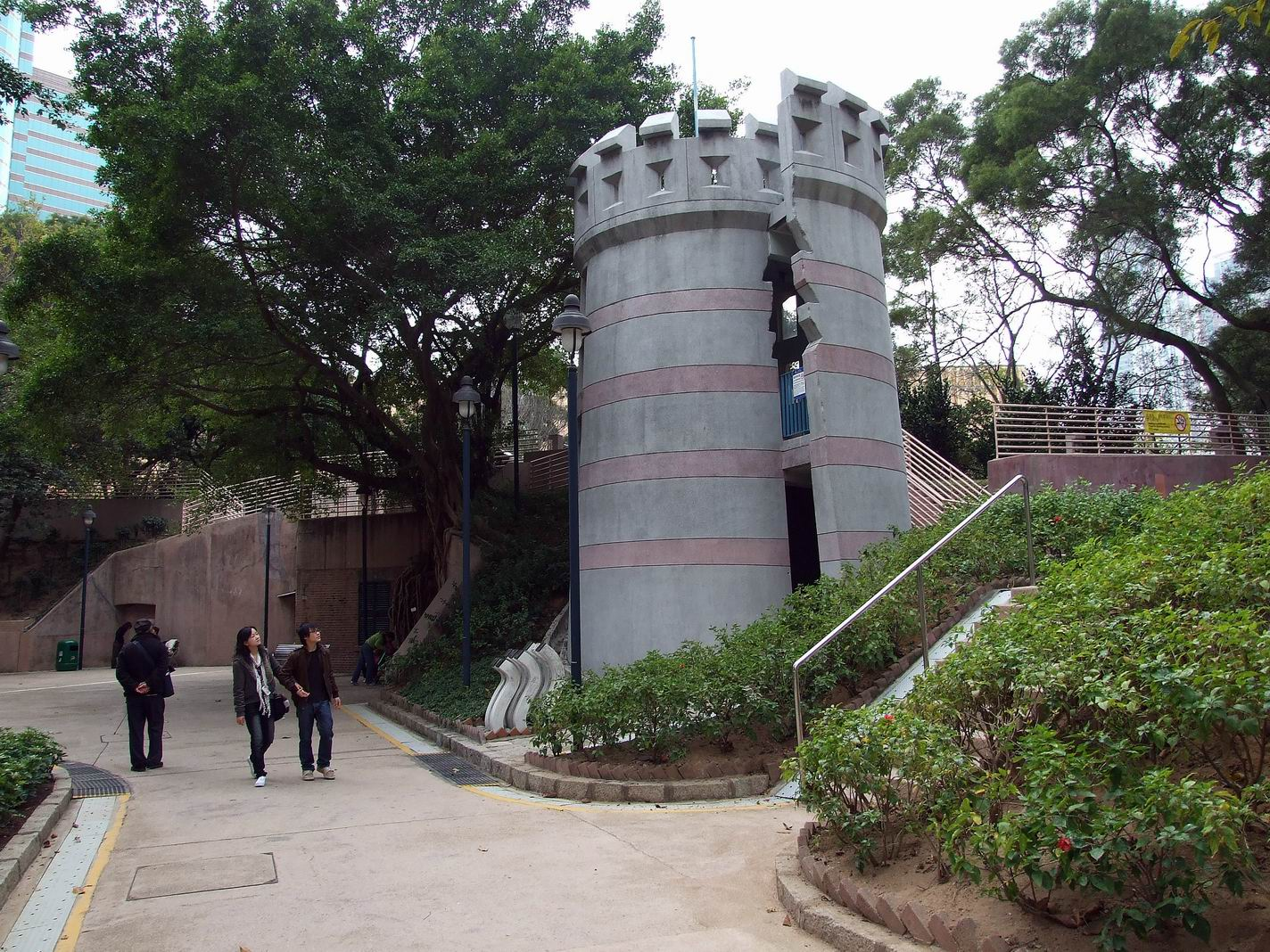
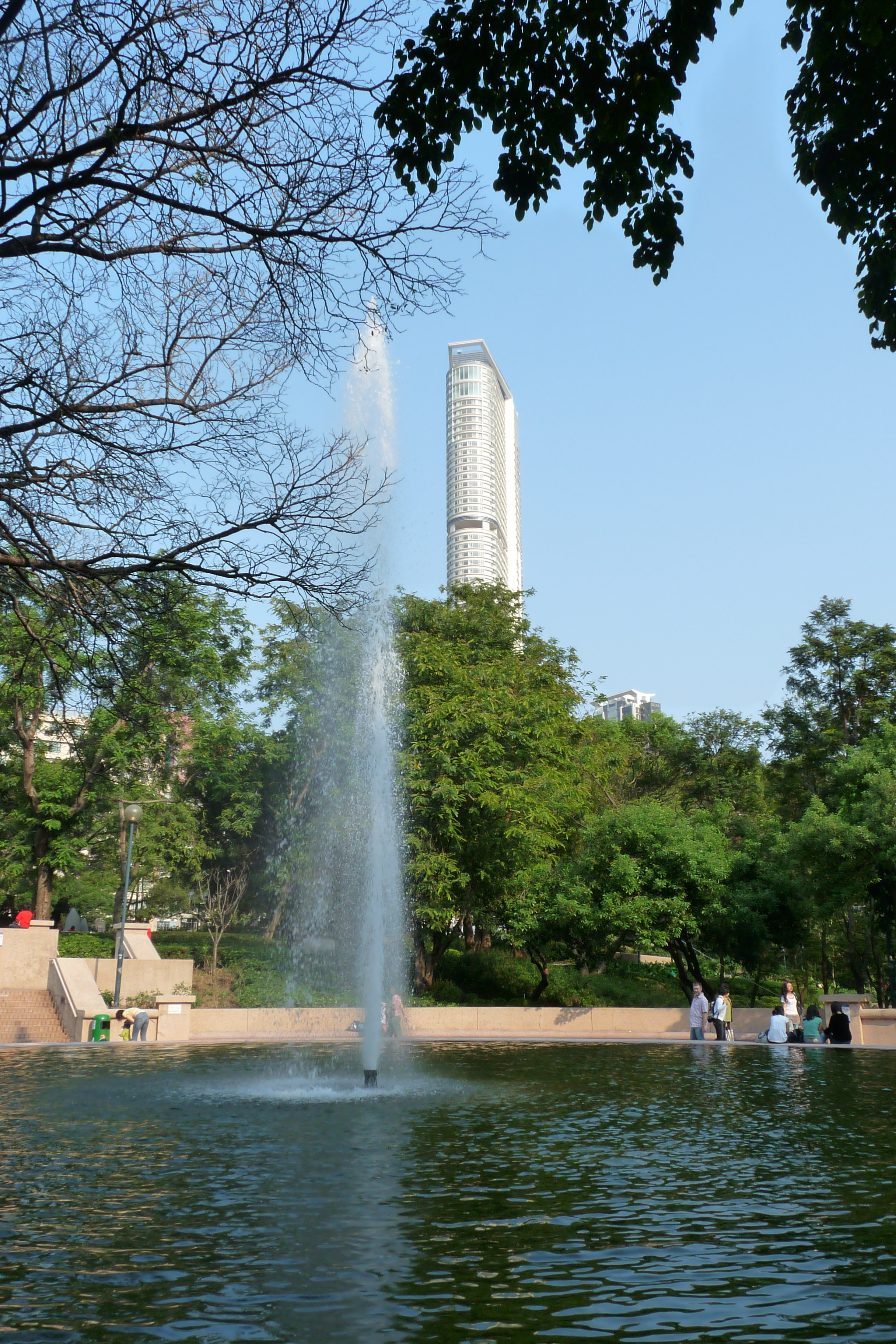
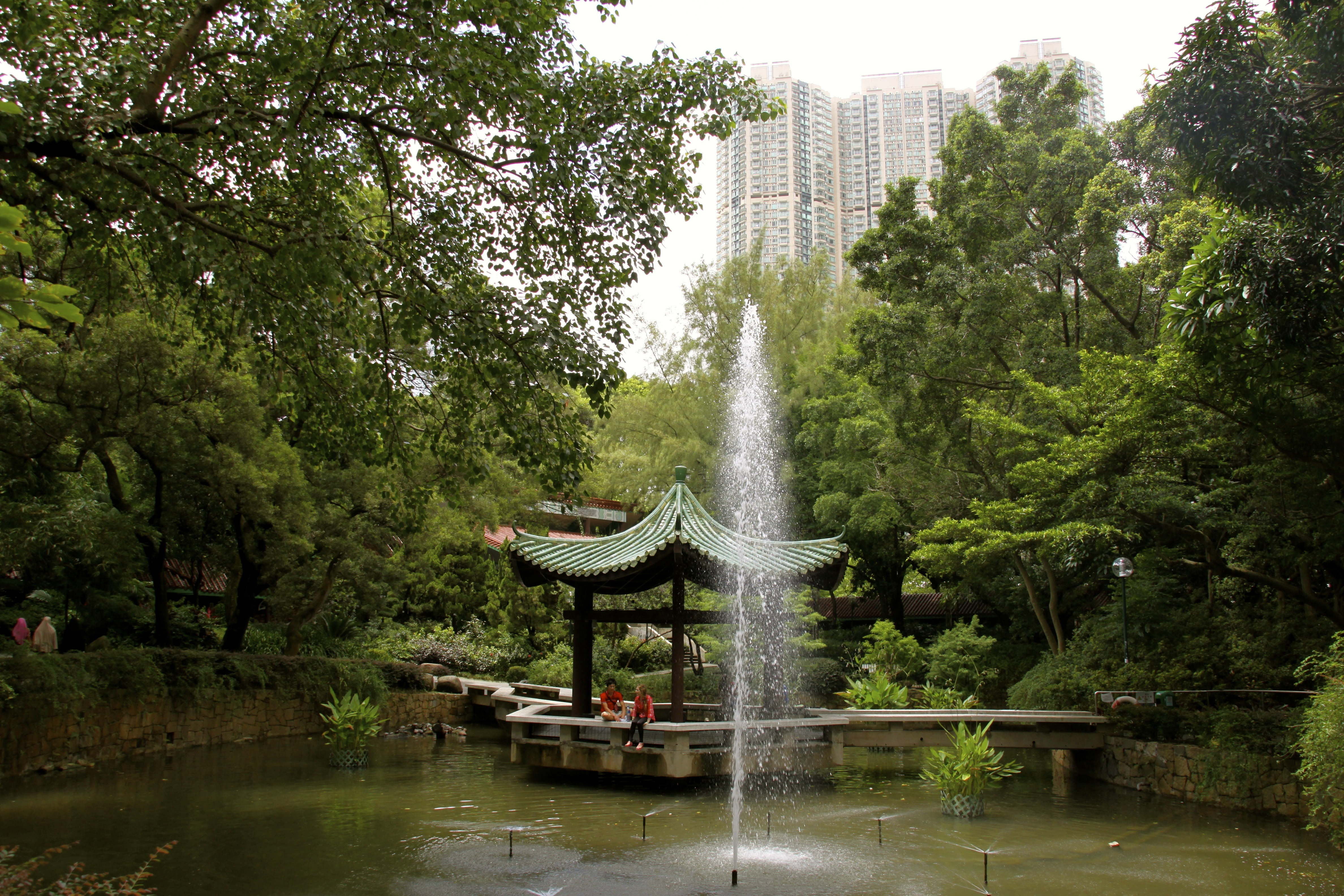
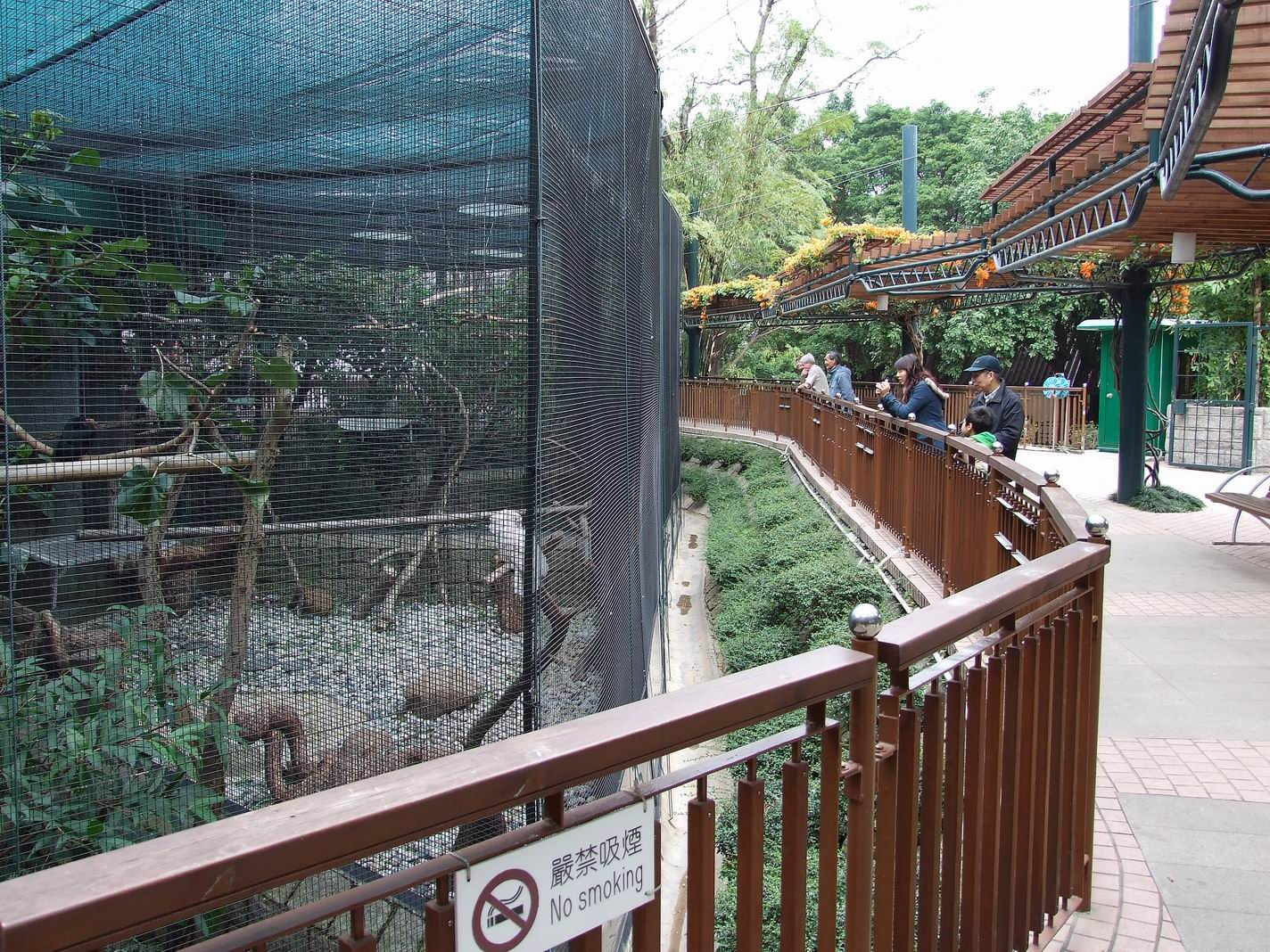
La volière du parc.
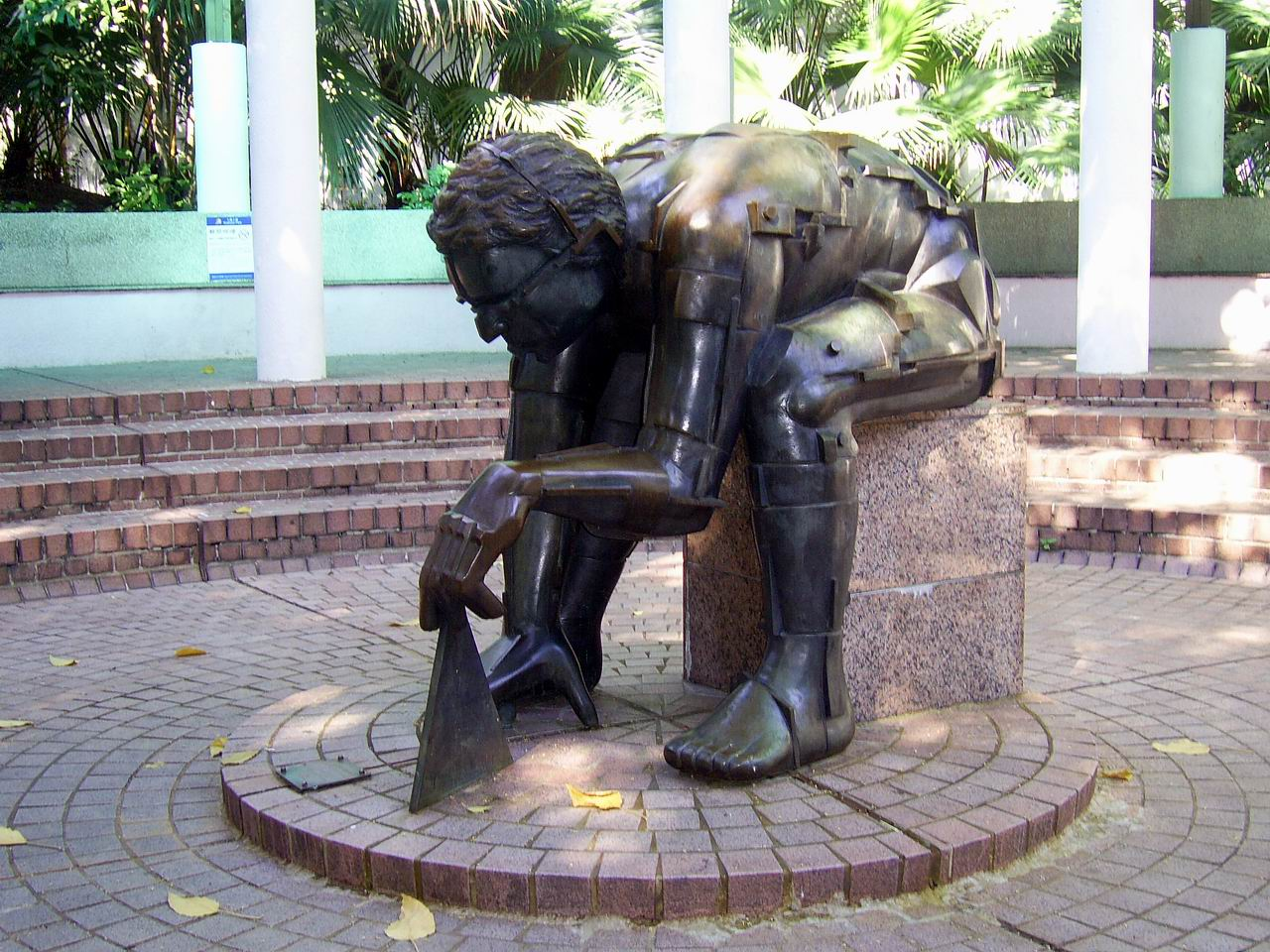
Le « concept de Newton ».
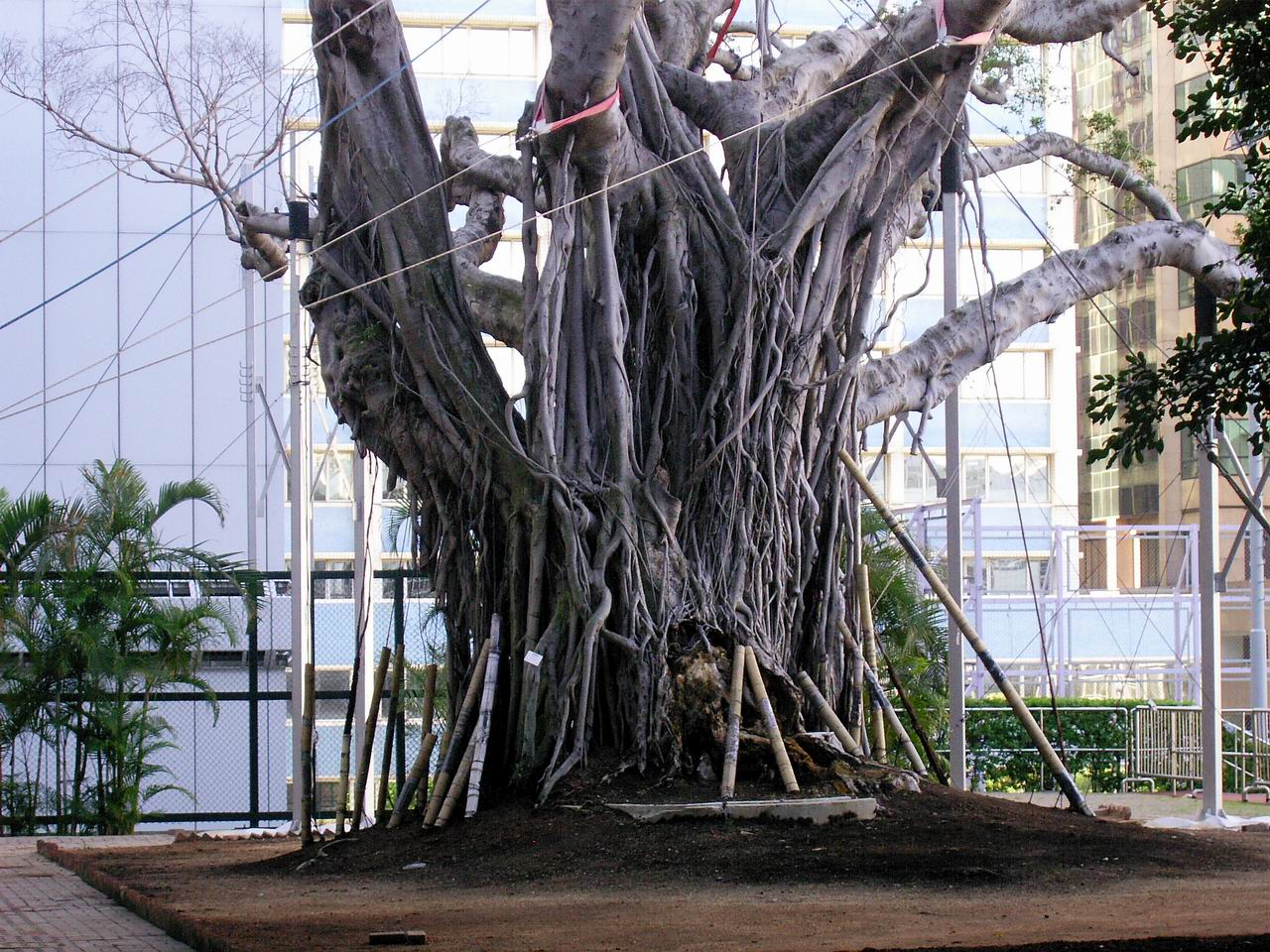
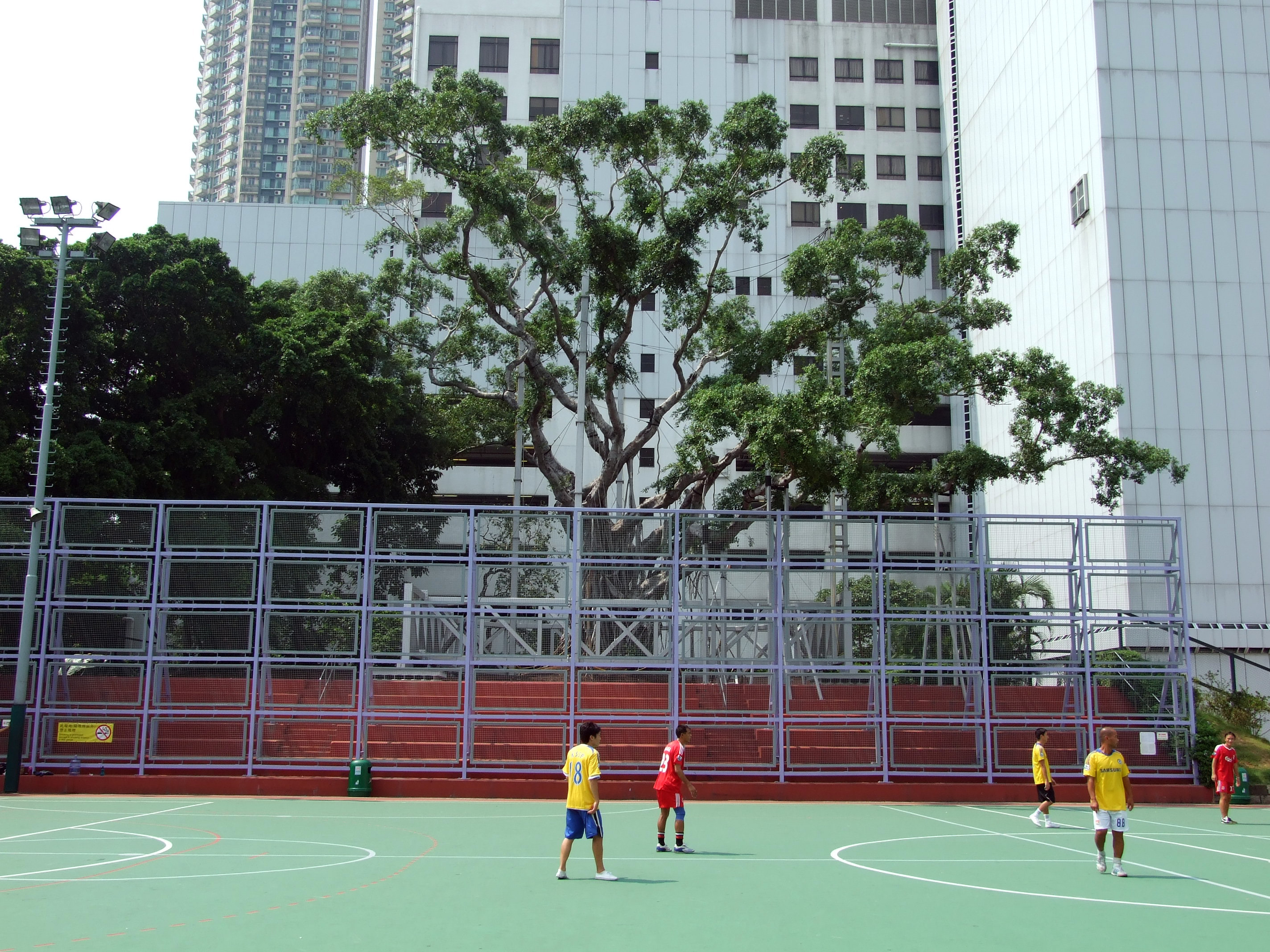
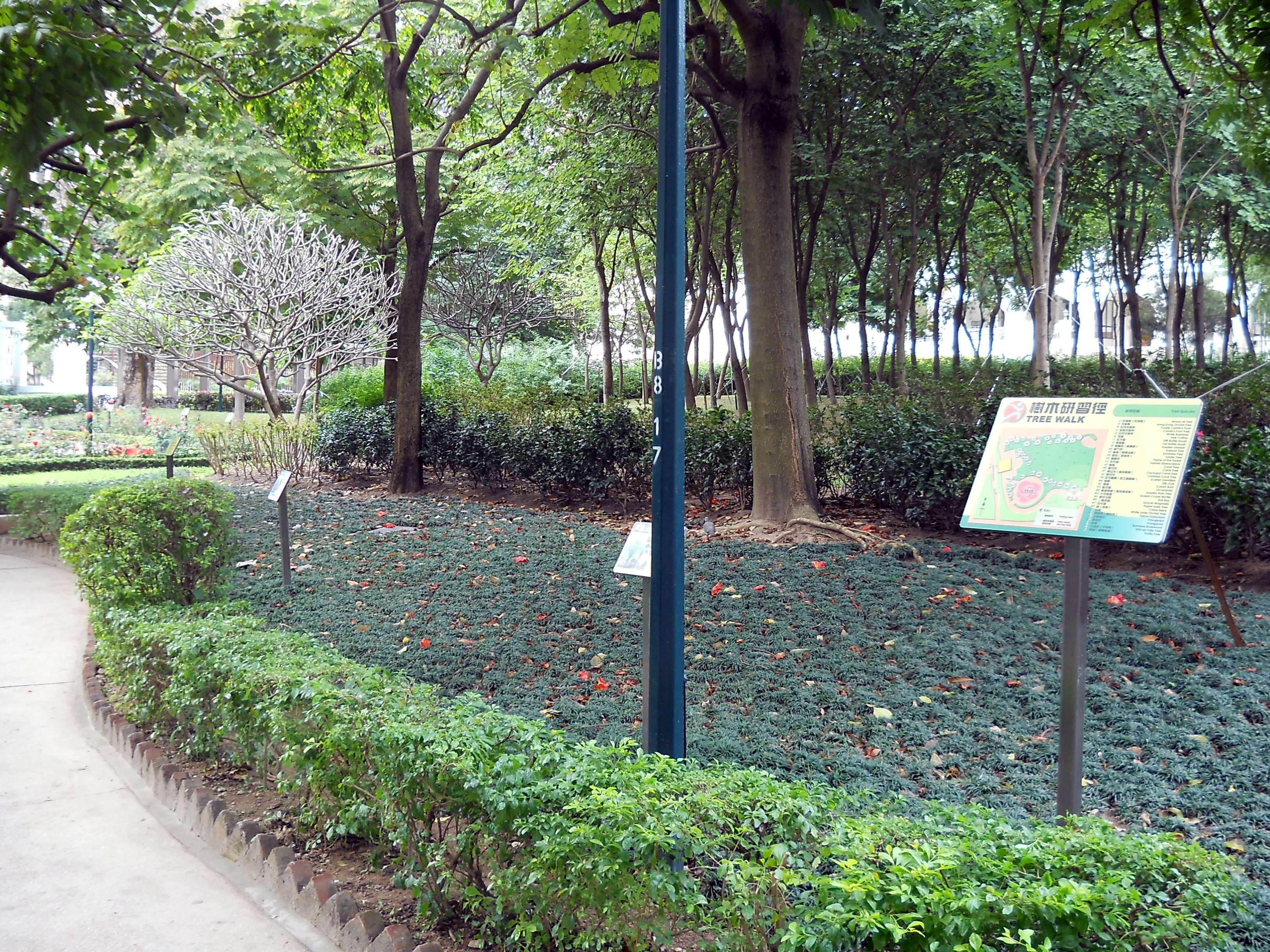
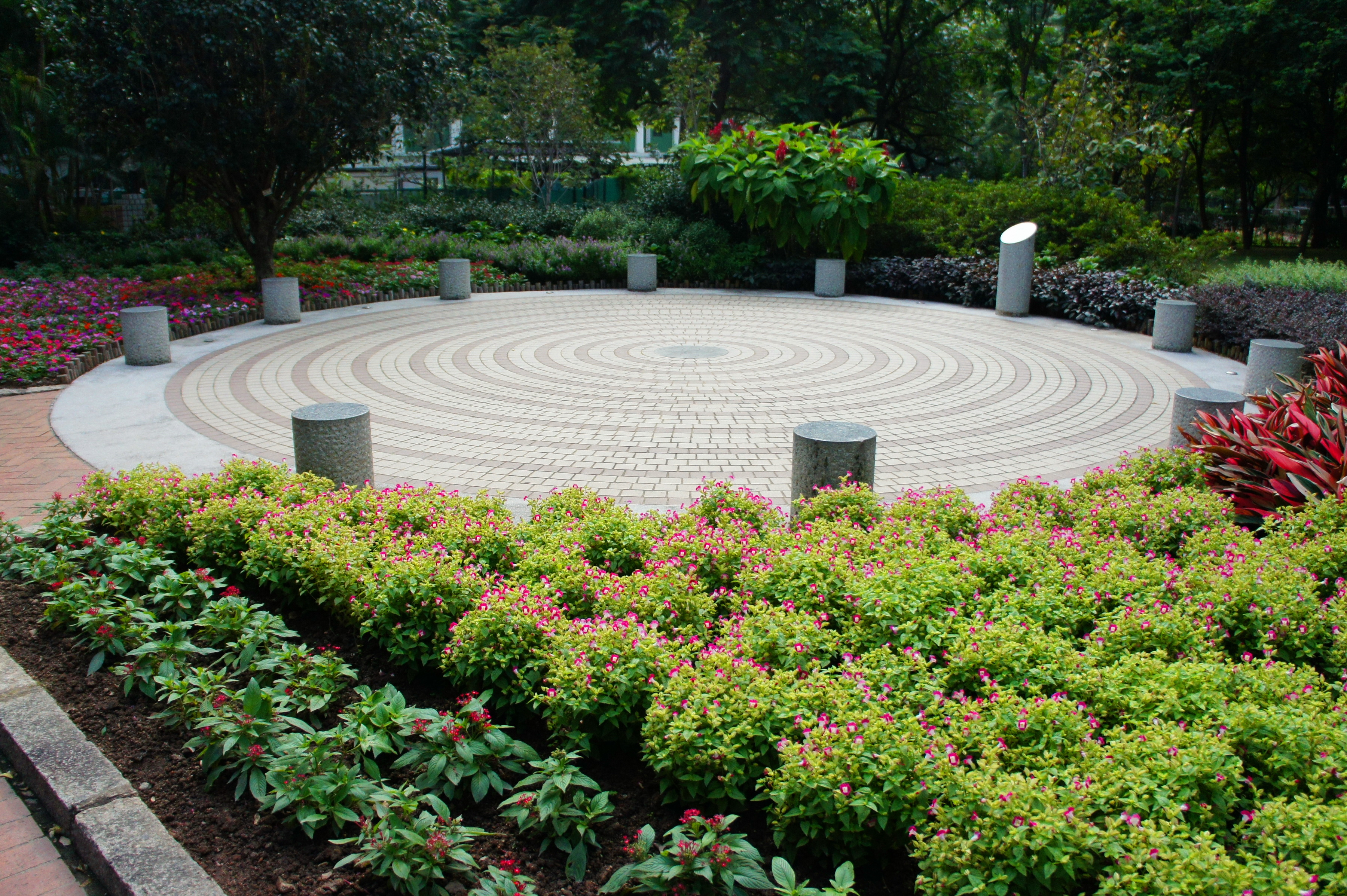
Mémorial de l'anniversaire des 10 ans du parc.